# Jozef Vicen
Jozef Vicen (ur. 14 grudnia 1921 w Nowym Mieście nad Wagiem, zm. 20 września 2008 w Pilźnie) – słowacki działacz antykomunistyczny, działacz społeczno-polityczny po 1989 r.

## Życiorys
W młodości uprawiał zapasy. Po utworzeniu niepodległej Słowacji w połowie marca 1938 r., zaczął studiować na uniwersytecie w Bratysławie. Wstąpił do oddziałów młodzieżowych paramilitarnej Gwardii Hlinki. W latach 1944–1945 należał do grupy studenckiej, której patronował jezuita ks. Stjepan Tomislav Poglajen ps. „profesor Kolakovič”. Był on przywódcą podziemnego kościoła katolickiego po wkroczeniu na ziemie słowackie Armii Czerwonej. Jozef Vicen został wtedy osadzony na kilka miesięcy w obozie w Raciborzu w Polsce.
Po powrocie na Słowację przedostał się do Austrii, gdzie nawiązał współpracę z amerykańskimi służbami specjalnymi. Utworzył organizację konspiracyjną, która miała pomagać uciekać Słowakom do Austrii i przekazywać Amerykanom dane wywiadowcze. Za pomocą tajnych wysłanników została zorganizowana siatka organizacyjna na Słowacji. Po przejęciu władzy przez komunistów w Czechosłowacji w lutym 1948 r., J. Vicen zintensyfikował działalność swojej organizacji, którą nazwał Biała Legia. Jej siedzibą stał się Wiedeń. Nawiązał też współpracę z Radiem „Wolna Europa”. Na początku lat 50. Biała Legia na Słowacji została rozbita przez ŠtB. Kilku działaczy zostało skazanych na karę śmierci, pozostali na dożywocie lub wieloletnie więzienie.
Od tego czasu J. Vicen często zmieniał miejsce pobytu. Jednakże w 1957 r. pod Wiedniem wytropili go agenci czechosłowackich służb bezpieczeństwa, wsypali do kawy środek nasenny i nieprzytomnego wywieźli do Pragi. Po roku aresztu skazano go na karę 25 lat więzienia. W 1968 r. wyszedł na wolność. Znalazł pracę w zakładach Zberné suroviny.
Po upadku reżimu komunistycznego jesienią 1989 r., współtworzył Konfederację Więźniów Politycznych Słowacji i Stowarzyszenie Oporu Antykomunistycznego, któremu przez rok przewodniczył. W 1999 r. zostały opublikowane jego wspomnienia pt. „Vo víroch rokov. 1938–1988”. W 2006 r. kandydował bez powodzenia do parlamentu słowackiego.